# Rousettus lanosus
Rousettus lanosus es una especie de murciélago de la familia Pteropodidae.

## Distribución geográfica
Se encuentra en República Democrática del Congo, Etiopía, Kenia, Malaui, Ruanda, Sudán, Tanzania y Uganda.

## Hábitat
Su hábitat natural son: zonas subtropicales o tropicales montañas húmedas.